# Tweede Kamerverkiezingen 2021/Kandidatenlijst/Vrij en Sociaal Nederland
Dit is de kandidatenlijst voor de Tweede Kamerverkiezingen van 2021 van Vrij en Sociaal Nederland - lijst 33 - zoals die op 5 februari 2021 werd vastgesteld door de Kiesraad.
De partij heeft een lijst ingediend in de volgende kieskringen:
- Groningen (kieskring 1)
- Leeuwarden (kieskring 2)
- Utrecht (kieskring 8)
- Amsterdam (kieskring 9)
- Haarlem (kieskring 10)
- 's-Gravenhage (kieskring 12)

## De lijst
1. Bas Filippini, Ouderkerk aan de Amstel - 516 stemmen[2]
2. Irene van der Marel, Lunteren - 156
3. Giliam Kuijpers, Bussum - 113
4. Katie Janssen, Amsterdam - 49
5. Theo Vos, Laren - 13
6. Christian Kromme, Elburg - 9
7. Felix Tangelder, Arnhem - 11
8. Norbert Klein, Hoevelaken - 12
9. Kees van Driel, Amsterdam - 14
10. Christian ter Veer, 's-Gravenhage - 49

## Opmerking
Op de kandidatenlijst stonden aanvankelijk 35 personen. Nadat Bas Filippini op 17 januari 2021 bekend maakte dat Anna Zeven haar functie wenste neer te leggen wanneer Willem Engel van de lijst zou worden gehaald, leverden Filippini en ook Zeven vervolgens op 2 februari bij de Kiesraad een eigen kieslijst in. De Kiesraad besloot daarop voor een opsplitsing te kiezen en zo ontstond er een blanco lijst 30 met lijsttrekker Zeven en een lijst 33 Vrij en Sociaal Nederland met lijsttrekker Filippini. Zeven wist 12 kieskringen naar zich toe te halen voor haar blanco lijst, met en door inlevering van ondersteuningsverklaringen op naam van Vrij en Sociaal Nederland. Filippini kreeg daarop nog 6 kieskringen toegewezen voor Vrij en Sociaal Nederland.
Een verzoek om de twee lijsten alsnog samen te voegen, dan wel de andere lijst ongeldig te verklaren, werd door de Raad van State (RvS) ongegrond verklaard.
VVD · PVV · CDA · D66 · GroenLinks · SP · PvdA · ChristenUnie · Partij voor de Dieren · 50PLUS · SGP · DENK · FVD · BIJ1 · JA21 · Code Oranje · Volt · NIDA · Piratenpartij · LP · JONG · Splinter · BBB · NLBeter · LHK · OPRECHT · JEZUS LEEFT · TROTS · UCF · Lijst 30 · PvdE · DFP · VSN · WZNL · Modern Nederland · De Groenen · PvdR